# Niemironieg
Niemironieg – staropolskie zaprzeczone dwuczłonowe imię męskie, złożone z członów: Nie oraz Mironieg.